# Хаджидимитрово (Ямболская область)
Хаджидимитрово (болг. Хаджидимитрово) — село в Болгарии. Находится в Ямболской области, входит в общину Тунджа. Население составляет 648 человек.

## Политическая ситуация
В местном кметстве Хаджидимитрово, в состав которого входит Хаджидимитрово, должность кмета (старосты) исполняет Тошо Господинов Тодоров (коалиция в составе 5 партий: Граждане за европейское развитие Болгарии (ГЕРБ), Демократы за сильную Болгарию (ДСБ), Земледельческий народный союз (ЗНС), Союз свободной демократии (ССД), Союз демократических сил (СДС)) по результатам выборов правления кметства.
Кмет (мэр) общины Тунджа — Георги Стоянов Георгиев (коалиция в составе 2 партий: Болгарская социалистическая партия (БСП) и Болгарская социал-демократия (БСД)) по результатам выборов в правление общины.